# Anastasia Papadovasilaki
Anastasia Papadovasilaki (griechisch Αναστασία Παπαδοβασιλάκι; * 12. Dezember 2006) ist eine zypriotische Leichtathletin, die sich auf den Mittelstreckenlauf spezialisiert hat.

## Sportliche Laufbahn
Erste internationale Erfahrungen sammelte Anastasia Papadovasilaki im Jahr 2023, als sie bei der 2. Liga der Team-Europameisterschaft im Rahmen der Europaspiele in Chorzów in 2:20,08 min den 16. Platz im 800-Meter-Lauf belegte.
2023 wurde Papadovasilaki zyprische Meisterin im 800-Meter-Lauf.

## Persönliche Bestleistungen
- 800 Meter: 2:15,54 min, 4. Mai 2023 in Eleftheroupoli